# 馬里蘇維埃社會主義自治共和國
馬里蘇維埃社會主義自治共和國（俄语：Марийская Автономная Советская Социалистическая Республика）是蘇聯自治共和國之一。在蘇聯解體之後，馬里蘇維埃社會主義自治共和國變為馬里埃爾共和國，成為俄羅斯聯邦的一部分。面積23,200km2，人口739,000人。